# Niofoin
Niofoin,  situé dans le Nord de la Côte d'Ivoire entre les villes de Boundiali et Korhogo, dans la région du Poro, est un village typiquement Sénoufo fait de cases en constructions soudanaises de banco.
Le village a constitué le lieu de tournage, en 1976, du film La Victoire en chantant de Jean-Jacques Annaud, mettant en scène la « guerre », située au Cameroun, des colons français face aux colons allemands pendant la Première Guerre mondiale et dénonçant à la fois l'esprit belliciste, l'esprit colonial et de surcroît l'absurdité de transposer le premier dans le second.